# 铜佛寺站
铜佛寺站是位于吉林省龙井市铜佛寺乡的一个铁路车站，邮政编码133402。车站建于1924年，有长图铁路经过该站，现办理客货运业务，车站及其上下行区间均未电气化。车站距离长春站455公里，隶属沈阳铁路局，是四等站。
1. ↑  铁道部电子计算技术中心, 铁道部运输局. . 北京: 中国铁道出版社. 1998: 161. ISBN 9787113030995.